# White County (Georgia)
Das White County ist ein County im Bundesstaat Georgia der Vereinigten Staaten. Der Verwaltungssitz (County Seat) ist Cleveland.

## Geographie
Das County  liegt im Norden von Georgia, ist im Norden etwa 40 km von North Carolina und im Osten etwa 50 km von South Carolina entfernt. Es hat eine Fläche von 627 Quadratkilometern, wovon zwei Quadratkilometer Wasserfläche sind, und grenzt im Uhrzeigersinn an folgende Countys: Habersham County, Hall County, Lumpkin County, Union County und Towns County.

## Geschichte
White County wurde am 22. Dezember 1857 als 123. County von Georgia aus Teilen des Habersham County gebildet. Benannt wurde es nach David T. White, einem späteren Repräsentanten des County.

## Demografische Daten

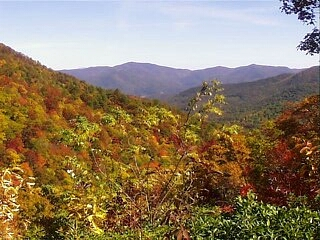
Der Chattahoochee National Forest

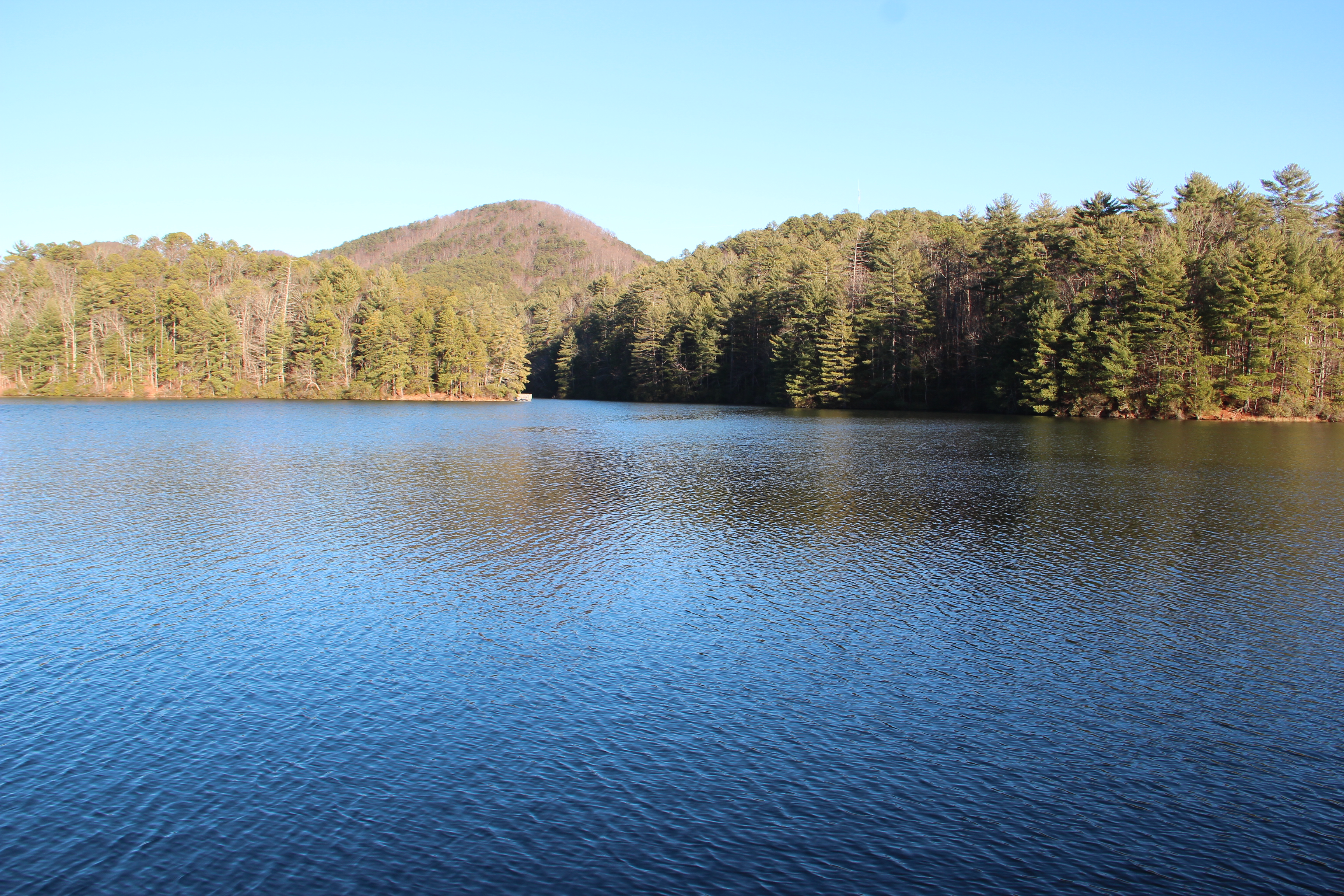
Der Unicoi State Park

Laut der Volkszählung von 2010 verteilten sich die damaligen 27.144 Einwohner auf 10.646 bewohnte Haushalte, was einen Schnitt von 2,52 Personen pro Haushalt ergibt. Insgesamt bestehen 16.062 Haushalte.
72,8 % der Haushalte waren Familienhaushalte (bestehend aus verheirateten Paaren mit oder ohne Nachkommen bzw. einem Elternteil mit Nachkomme) mit einer durchschnittlichen Größe von 2,93 Personen. In 31,4 % aller Haushalte lebten Kinder unter 18 Jahren sowie in 31,6 % aller Haushalte Personen mit mindestens 65 Jahren.
25,6 % der Bevölkerung waren jünger als 20 Jahre, 21,5 % waren 20 bis 39 Jahre alt, 28,2 % waren 40 bis 59 Jahre alt und 24,6 % waren mindestens 60 Jahre alt. Das mittlere Alter betrug 42 Jahre. 48,9 % der Bevölkerung waren männlich und 51,1 % weiblich.
95,1 % der Bevölkerung bezeichneten sich als Weiße, 1,7 % als Afroamerikaner, 0,5 % als Indianer und 0,5 % als Asian Americans. 0,8 % gaben die Angehörigkeit zu einer anderen Ethnie und 1,4 % zu mehreren Ethnien an. 2,4 % der Bevölkerung bestand aus Hispanics oder Latinos.
Das durchschnittliche Jahreseinkommen pro Haushalt lag bei 42.264 USD, dabei lebten 19,3 % der Bevölkerung unter der Armutsgrenze.

## Orte im White County
Orte im White County mit Einwohnerzahlen der Volkszählung von 2010:
Cities:
- Cleveland (County Seat) – 3410 Einwohner
- Helen – 510 Einwohner

Census-designated places:
- Sautee Nacoochee – 363 Einwohner
- Yonah – 507 Einwohner